# Lievendaal (villa)
Lievendaal is de enige villa in de binnenstad van Utrecht en een rijksmonument.
De villa werd in 1862 in opdracht van G. Reede gebouwd in eclectische stijl op een heuvel langs het Zocherpark dat werd aangelegd toen hier de stadsmuren en het bolwerk Lepelenburg werden verwijderd. Jan David Zocher, ontwerper van het park, had ook een aandeel in het ontwerp van Lievendaal. De villa wordt door middel van een tuin en een hekwerk van het park afgescheiden maar het geheel vormt toch een integraal onderdeel van het ontwerp van het plantsoen. De villa werd met opzet op een heuvel gebouwd om het zicht op de armoede van de Bruntskameren te ontnemen. Een deel van de oude stadsmuur zou in de heuvel zijn blijven staan.
Irene van Lippe-Biesterfeld bewoonde van 1958 tot 1962 een deel van Lievendaal tijdens haar studententijd in Utrecht.